# Иля Новиков
Иля Сергеевич Новиков (на руски: Новиков, Илья Сергеевич) е руски юрист, играч в предаването Какво? Къде? Кога?. Завършва Руската правна академия и от 2005 година става преподавател там в юридическия факултет. От август 2011 година е старши партньор в юридическата фирма „Гончарова, Новиков и партньори“.
Дебютира в телевизионната игра Какво? Къде? Кога? през 2002 година и оттогава става един от любимците на публиката. Признат е нееднократно за най-добрия играч, носител е на кристална сова през 2004 година. Участва и в руската версия на Стани богат, предаването „Самый умный“ и „Жестокие игры“.